# Cryptoblepharus balinensis
Cryptoblepharus balinensis là một loài thằn lằn trong họ Scincidae. Loài này được Barbour mô tả khoa học đầu tiên năm 1911.